# Periyanaickenpalayam
Periyanaickenpalayam é uma panchayat (vila) no distrito de Coimbatore, no estado indiano de Tamil Nadu.

## Demografia
Segundo o censo de 2001,  Periyanaickenpalayam  tinha uma população de 22,921 habitantes. Os indivíduos do sexo masculino constituem 52% da população e os do sexo feminino 48%. Periyanaickenpalayam tem uma taxa de literacia de 79%, superior à média nacional de 59.5%: a literacia no sexo masculino é de 84% e no sexo feminino é de 73%. Em Periyanaickenpalayam, 9% da população está abaixo dos 6 anos de idade.